# Латинович, Вук
Вук Латинович (англ. Vuk Latinovich; род. 14 сентября 1997, Брукфилд, Висконсин) — американский футболист сербского происхождения, защитник клуба «Ильюполис».

## Карьера

### Начало карьеры
Футболом начал заниматься в академии «Милуоки Кикерс». В 2014 году молодой футболист перебрался в структуру сербского клуба «Бродарац». Выступал за сербский клуб в юношеских командах на протяжении 4 сезонов и в 2017 году вернулся на родину и присоединился к университетской команде «Милуоки Пантерз». На протяжении 3 лет провёл за команду 57 матчей, отличившись 11 забитыми голами. В 2019 году также выступал за североамериканский клуб «Чикаго Юнайтед» в Лиге два ЮСЛ. Дебютировал за клуб 28 мая 2019 года в матче против клуба «Флинт Сити Бакс».

### «Нью-Йорк Сити»
В январе 2021 года футболист перешёл в американский клуб «Нью-Йорк Сити». В апреле 2021 года футболист подписал с клубом свой первый профессиональный контракт. Дебютировал за клуб 2 мая 2021 года в матче против клуба «Филадельфия Юнион», выйдя на замену на 91 минуте. Закрепиться в основной команде клуба у футболиста не вышло, весь сезон оставаясь игроком скамейки запасных. По итогу сезона стал победителем чемпионата.
Новый сезон начал с матча 24 февраля 2022 года в рамках Лиги чемпионов КОНКАКАФ против костариканского клуба «Сантос де Гуапилес», выйдя на замену в начале второго тайма. В марте 2022 года также отправился выступать за вторую команду клуба в MLS Next Pro. Дебютировал за команду 27 марта 2022 года в матче против клуба «Нью-Инглэнд Революшн II». Вместе с клубом дошёл в полуфинальных матчей Лиги чемпионов КОНКАКАФ, где по сумме матчей проиграл американскому клубу «Сиэтл Саундерс». Первый матч в чемпионате сыграл 17 апреля 2022 года против клуба «Реал Солт-Лейк». В сентябре 2022 года футболист стал обладателем Кубка Кампеонес, победив в финале мексиканский клуб «Атлас», однако сам футболист во время матча остался на скамейке запасных. В ноябре 2022 года футболист покинул клуб, так как клуб решил не продлевать контракт.

### «ФКИ Левадия»
В январе 2023 года футболист перешёл в эстонский клуб «ФКИ Левадия», заключив с клубом контракт, рассчитанный до конца 2024 года. Дебютировал за клуб 5 марта 2023 года в матче против клуба «Вапрус», выйдя на поле в стартовом составе и отыграв все 90 минут. Дебютными голами за клуб отличился 3 мая 2023 года в матче против клуба «Пайде», оформив дубль. Позже на счёт футболиста был переписан лишь один гол. Закрепиться в основной команде эстонского клуба у футболиста не вышло и в июле 2023 года покинул клуб.

### «Ильюполис»
В сентябре 2023 года футболист на правах свободного агента присоединился к греческому клубу «Ильюполис». Дебютировал за клуб футболист 3 декабря 2023 года в матче против клуба «Эгалео», выйдя на замену на 91 минуте. Дебютный гол за клуб футболист забил 28 января 2024 года в матче против клуба «Каламата».

## Международная карьера
Во время выступлений за сербский клуб «Бродарац» футболист получил вызов в юношескую сборную Сербии до 18 лет.

## Достижения
«Нью-Йорк Сити»
- Победитель MLS: 2021
- Обладатель Кубка Кампеонес: 2022